# Duda (plaats)
Duda is een bestuurslaag in het regentschap Karangasem van de provincie Bali, Indonesië. Duda telt 4527 inwoners (volkstelling 2010).